# Anselmo Álvarez Navarrete
Anselmo Álvarez Navarrete (* 1932 in Spanien) ist ein spanischer Benediktinermönch und früherer Abt der Benediktinerabtei des Heiligen Kreuzes im Tal der Gefallenen. Daneben war er auch als Professor tätig.

## Werdegang

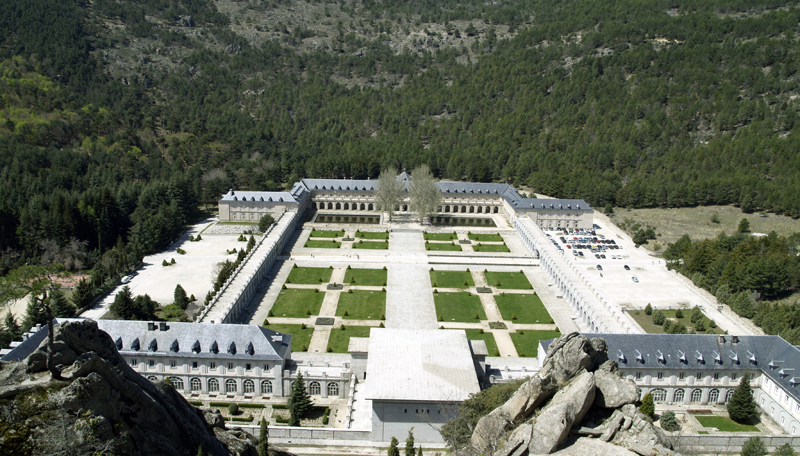
Benediktinerabtei des Heiligen Kreuzes im Tal der Gefallenen (2008)

Anselmo Álvarez Navarrete erwarb einen Abschluss in Sozialwissenschaften an der Universität Salamanca. Er besuchte das Seminar in Madrid und war Novize der Abtei Santo Domingo de Silos,. Nach seiner Priesterweihe diente er zuerst in der Abtei Santo Domingo de Silos und später in Madrid. Als Professor für Geschichte der mittelalterlichen Spiritualität war er in Madrid an der Päpstlichen Universität Comillas tätig. Im Jahr 1958 verließ er mit Abt Justo Pérez de Urbel und anderen Mönchen Madrid, um die Benediktinerabtei des Heiligen Kreuzes im Tal der Gefallenen (Spanisch: Abadía Benedictina de la Santa Cruz del Valle de los Caídos) in der Nähe von El Escorial zu gründen. Weltweit ist der Ort heute für das Monument Valle de los Caídos bekannt – ein Mausoleum, in dem sich die Grabstätte des Diktators Francisco Franco befand sowie die des Gründers der faschistischen Bewegung Falange, José Antonio Primo de Rivera. Die Benediktinerabtei ist ein Teil des riesigen Komplexes, welcher jährlich von ca. 400.000 Touristen, darunter auch zahlreichen Anhängern des Franco-Regimes und der Falange, aufgesucht wird. Pater Anselmo Álvarez Navarrete war Bibliothekar und Archivar, arbeitete zudem auch als Professor für Ethik, Theologische Anthropologie und Soziologie. Im Jahr 2004 wurde er von den Mönchen zum neuen Abt der Benediktinerabtei des Heiligen Kreuzes im Tal der Gefallenen gewählt und von Papst Johannes Paul II. bestätigt. Im Jahr 2014 trat er im Alter von 82 Jahren wegen gesundheitlichen Problemen von seinem Amt zurück. Da sich kein Konsens unter den 25 Mönchen in der Benediktinerabtei hinsichtlich der Wahl seines Nachfolgers bilden konnte, wurde Pater Santiago Cantera Montenegro am 20. September 2014 von Abtpräses Dom Philippe Dupont zum Prior-Administrator ernannt.
Anselmo Álvarez Navarrete gilt als tief konservativ, sowohl theologisch als auch politisch. Er ist ein Anhänger des Franquismus. In einem Interview mit schwedischen Journalisten im Rahmen der spanischen Dokumentation Mari Carmen España – el final del silencio relativierte Álvarez die Verbrechen Francos und bezeichnete die durch heutige Untersuchungen gewonnene Erkenntnisse, dass die Anhänger Francos über 200.000 Menschen ermordet haben, als „komplette Lüge“.